# Route nationale 808
Die Route nationale 808, kurz N 808 oder RN 808, war eine französische Nationalstraße, die von 1933 bis 1973 zwischen Sées und Saint-Hilaire-du-Harcouët verlief. 1978 übernahm die Route nationale 176 den Abschnitt zwischen Domfront und Saint-Hilaire-du-Harcouët. Dieser wurde 2006 abgestuft. Ihre Länge betrug 104 Kilometer.